# John Cranston
John Cranston (* 1625; † 12. März 1680 in Newport, Rhode Island) war ein englischer Arzt, Politiker und Offizier. Er fungierte als Vizegouverneur und Gouverneur der Colony of Rhode Island and Providence Plantations.

## Frühe Jahre
John Cranston, Sohn von Reverend James Cranston, wurde im Schottland oder England geboren. Sein Vater war Pfarrer der St. Mary Overie Church im London Borough of Southwark, welche später als St. Saviour’s Church bekannt war und heute als Southwark Cathedral. Ferner war er einer der Kaplane von Karl I. Die Details, wie Cranston nach Neuengland kam, wurden durch seinen Sohn, Kolonialgouverneur Samuel Cranston, überliefert. Am 26. Dezember 1724 schrieb er einen Brief an seine Cousine Elizabeth Cranston in Edinburgh (Schottland):

„My father being a sprightly youth of a roving fancy, my Grandfather Recommended him to the care and tuition of one Capt. Jeremiah Clarke, Merchant and Cittysen of London, with whome he came into this country and Setled on this Island.“

Jeremiah Clarke kam 1637 nach Neuengland und ließ sich 1638 auf Aquidneck Island nieder, welches später Rhode Island genannt wurde. Reverend James Cranston war der Sohn von John Cranston aus Bold oder Bool in der traditionellen Grafschaft Peeblesshire (Schottland). Die Familie Cranston stammte von einem Andrew de Cranston ab, welcher vor 1338 verstarb.
John Cranston wurde das erste Mal 1644 in den öffentlichen Aufzeichnungen der Kolonie von Rhode Island erwähnt, als er Trommler in der Milizkompanie von Portsmouth wurde. Zehn Jahre später lebte er auf dem Festland und war Attorney General von Providence und Warwick, als diese Towns von Portsmouth und Newport auf der Insel getrennt waren. 1654 wurden die vier Towns wiedervereinigt unter einer Regierung. Cranston fungierte dann als Attorney General für die ganze Kolonie von diesem Jahr bis 1656. Er wurde 1655 ein Freeman. Im selben Jahr saß er in einem Ausschuss, welcher für den Bau eines Gefängnisses verantwortlich war, als auch in einem anderen Ausschuss, welche den Verkauf von Munition an die Indianer verhindern sollte. Während der meisten Jahre zwischen 1655 und 1663 war er ein Kommissar von Newport. Er heiratete 1658 Mary Clarke, Tochter von Jeremiah Clarke, mit dem er nach Neuengland kam.

## Arzt, Abgeordneter und militärischer Kommandant
In seinen jungen Jahren zeigte Cranston als praktischer Arzt großes Geschick, was ihm die Anerkennung der General Assembly einbrachte. Am 1. März 1664 schrieb diese folgendes:

„Whereas the court have taken notice of the great blessing of God on the good endeavours of Captain John Cranston, of Newport, both in physic and chirurgery [surgery], to the great comfort of such as have had occasion to improve his skill and practice.“

Daher wurde im März 1663/4 einstimmig beschlossen, dass er zugelassen werden sollte:

„to administer physic, and practice chirurgery throughout this whole colony, and is by the court styled and recorded Doctor of Physic and Chirurgery.“

Cranston war von 1664 bis 1668 Abgeordneter in der General Assembly und von 1668 bis 1672 Assistant. 1672 wurde er für eine einjährige Amtszeit zum Vizegouverneur der Kolonie gewählt. Während dieser ganzen Zeit verfolgte er weiterhin eine militärische Laufbahn. Im Juli 1667 erhielt er ein Offizierspatent zum Captain und bekam das Kommando über das Train Band upon the Island, d. h. Aquidneck Island. Im selben Jahr wurde er und zwei andere damit beauftragt mit aller möglichen Eile die großen Geschütze auf derartige Wagen zu montieren, die ihren leichten Transport von Ort zu Ort ermöglichten. Ihm wurde 1671 eine Abfindung für seine Reisen gewährt, die er nach New York und Seekonk (Massachusetts) machte, wahrscheinlich wegen militärischen Angelegenheiten.
1675 wurden die Kolonien von Neuengland in einen großen Krieg mit verschiedenen ansässigen Indianerstämmen verwickelt. Der King Philip’s War, benannt nach dem Wampanoag Häuptling, Metacomet, der von den Engländern auch König Philip genannt wurde, war das verheerendste Ereignis, was der Kolonie von Rhode Island vor dem Unabhängigkeitskrieg zustieß. Im April 1676 traf die General Assembly Vorsorge für die Verteidigung zur See von Aquidneck Island, die eine Woche standhalten sollte. Cranston wurde zum Major befördert, nicht zum Generalmajor, wie einige Quellen angeben. In seiner neuen Funktion kommandierte er alle kolonialen Milizkompanien. Gleichzeitig diente er die nächsten zwei Jahre als Vizegouverneur.

## Vizegouverneur und Gouverneur
John Cranston wurde im Mai 1676 Vizegouverneur unter seinem Schwager Walter Clarke. Benedict Arnold, welcher der Kriegspartei (War Party) angehörte, folge Clarke im Mai 1677 ins Amt. Cranston wurde während jener Zeit erneut zum Vizegouverneur gewählt. Wenige Wochen nachdem Arnold 1678 wieder zum Kolonialgouverneur und Cranston zum Vizegouverneur gewählt wurde, verstarb Arnold unerwartet. William Coddington wurde zu seinem Nachfolger gewählt, wobei Cranston als sein Vizegouverneur verblieb. Während jener Zeit wurde das Steuerrecht abgeändert. Der Gouverneur musste danach an jede Town ein Impressum herausgeben, bevor eine Steuer erhoben wurde. Die Bevölkerung der Kolonie wurde auf 1.000 bis 1.200 Freemen geschätzt, welche in der Lage waren Waffen zu tragen. Anfang November 1678 verstarb Coddington auch im Amt. Am 4. November 1678 gründete man auf Conanicut Island ein Township, welches Jamestown zu Ehren des Duke of York genannt wurde, dem zukünftigen König Jakob II.
Während einer Sondersession der General Assembly, welche zwischen dem 8. und 15. November abgehalten wurde, wählte man Cranston zum Kolonialgouverneur mit James Barker als Vizegouverneur. Die Satzung und andere Dokumente wurden von Mrs. Coddington an die General Assembly übergeben und kamen dann in die Obhut des neuen Gouverneurs. Viele Tagesordnungspunkte während seiner Administration befassten sich mit Finanzfragen. In diesem Zusammenhang wurden mehrere Finanz- und Steuergesetze entweder verabschiedet oder aufgehoben. Eine der ersten Amtshandlungen war die Verabschiedung der ersten Steuererhöhung seit dem letzten Krieg. Eine Steuer in Höhe von 300 Pfund Sterling wurde veranschlagt und nach jeder Town, wie folgt aufgeschlüsselt: 136 Pfund Sterling von Newport, 68 Pfund Sterling von Portsmouth, 29 Pfund Sterling von New Shoreham (Block Island), 29 Pfund Sterling von Jamestown, 10 Pfund Sterling von Providence, 8 Pfund Sterling von Warwick, 16 Pfund Sterling von Kingston (reduziert auf 8 Pfund Sterling), 2 Pfund Sterling von East Greenwich und 2 Pfund Sterling von Westerly. Nie in der Kolonialgeschichte gab es solch eine unverhältnismäßige Besteuerung und die Zahlen zeigten deutlich das entsprechende Ausmaß, indem die verschiedenen Towns unter den Folgen des Krieges zu leiden hatten.
1679 bestätigte die Krone die Gerichtsbarkeit von Rhode Island über das Narragansett Country, innerhalb dessen die jüngsten Siedlungen, Westerly, Kings Town und East Greenwich, sich befanden. Ein Brief mit dankbarer Anerkennung wurde an König Karl II. gesandt. Dieser enthielt auch ein Gesuch das Gebiet um Mount Hope der Kolonie beizufügen. Indessen hörten die Streitigkeiten mit der Colony of Connecticut nicht auf, so dass Cranston in seiner letzten Amtshandlung einen Brief an den König schickte, welcher auf den 6. Januar 1679/1680 datiert war, bezüglich der strittigen Ländereien im Narragansett County, welche durch Connecticut beansprucht wurden.

## Tod
Cranston verstarb am 12. März 1680 im Amt. Sein Nachfolger als Kolonialgouverneur war Peleg Sanford, der Sohn eines früheren Gouverneurs von Newport und Portsmouth, John Sanford. Er wurde auf dem Common Burying Ground in Newport beigesetzt. Sein Grabstein aus weißem Marmor (datiert auf das Späte 17. Jahrhundert) steht immer noch vor Ort und ist einer der ältesten erhaltenen Grabsteine in den Vereinigten Staaten.

## Vermächtnis
Der Rhode Island Historiker und Vizegouverneur Samuel G. Arnold schrieb über John Cranston folgendes:

„Governor John Cranston had borne a distinguished part in the history of the Colony, and filled the highest military and civil positions in its gift. He was the first who ever held the place of major-general, having been selected to command all the militia of the Colony during Philip's War, and he was the father of a future governor, who became more distinguished for his protracted public service.“

Arnold verwendete hier den Terminus major-general und meint hier einen Offizier mit der Generalvollmacht, nicht zu verwechseln mit dem militärischen Dienstgrad eines Generalmajors.

## Familie
Gary Boyd Roberts gibt als Großmutter von Cranston väterlicherseits Christian Stewart an und durch sie eine Abstammung vom König Robert III. von Schottland. Allerdings fügte er auch hinzu, dass ein anderer Forscher, Andrew B. W. MacEwen, Zweifel an  Cranstons unmittelbaren Vorfahren hat.
Cranstons Ehefrau Mary war die Tochter vom früheren Präsidenten von Rhode Island Jeremiah Clarke und seiner Ehefrau Frances. Sie war die Schwester vom Gouverneur von Rhode Island Walter Clarke. Die Clarkes sind die Nachkommen vom König Eduard I. von England. Daher sind alle Nachkommen von Cranston durch die Clarkes königlicher Abstammung, sofern nicht durch die Cranstons selbst. Mary und John Cranston bekamen zehn gemeinsame Kinder. Das älteste von ihnen, Samuel Cranston, war der am längsten amtierende Gouverneur in der Geschichte der Kolonie und des Staates von Rhode Island.
Nach dem Tod von Cranston heiratete seine Witwe den Witwer Captain John Stanton, den Sohn von Avis und Robert Stanton aus Newport, mit dem sie ein weiteres Kind hatte.